# Raúl G. Ruiz
Gral. Raúl G. Ruiz fue un militar mexicano que participó en la Revolución mexicana. Nació en Huatusco, Veracruz, el 3 de marzo de 1886. En 1913 se incorporó a las filas de la División de Oriente constitucionalista, al mando del general Cándido Aguilar. Después pasó al felicismo, militando con las tropas de Pedro Gabay en su lucha contra el carrancismo. En 1920 se adhirió al Plan de Agua Prieta. Secundó la Rebelión delahuertista; tras el fracaso de este movimiento se exilió del país. 